# Society of Antiquaries of London

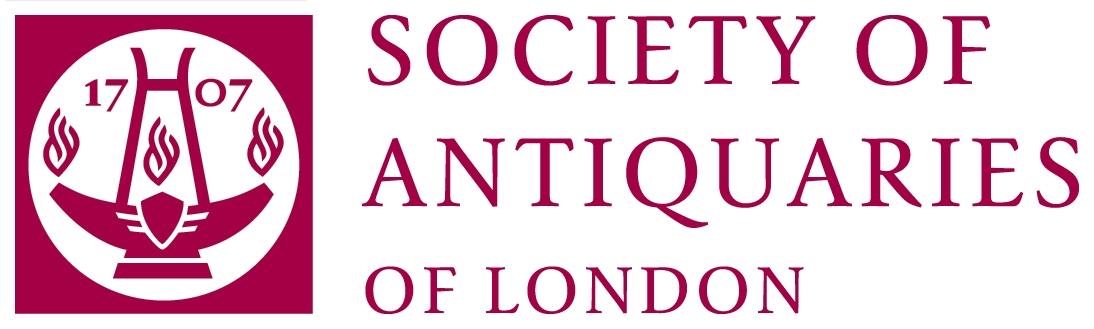
Offizielles Logo

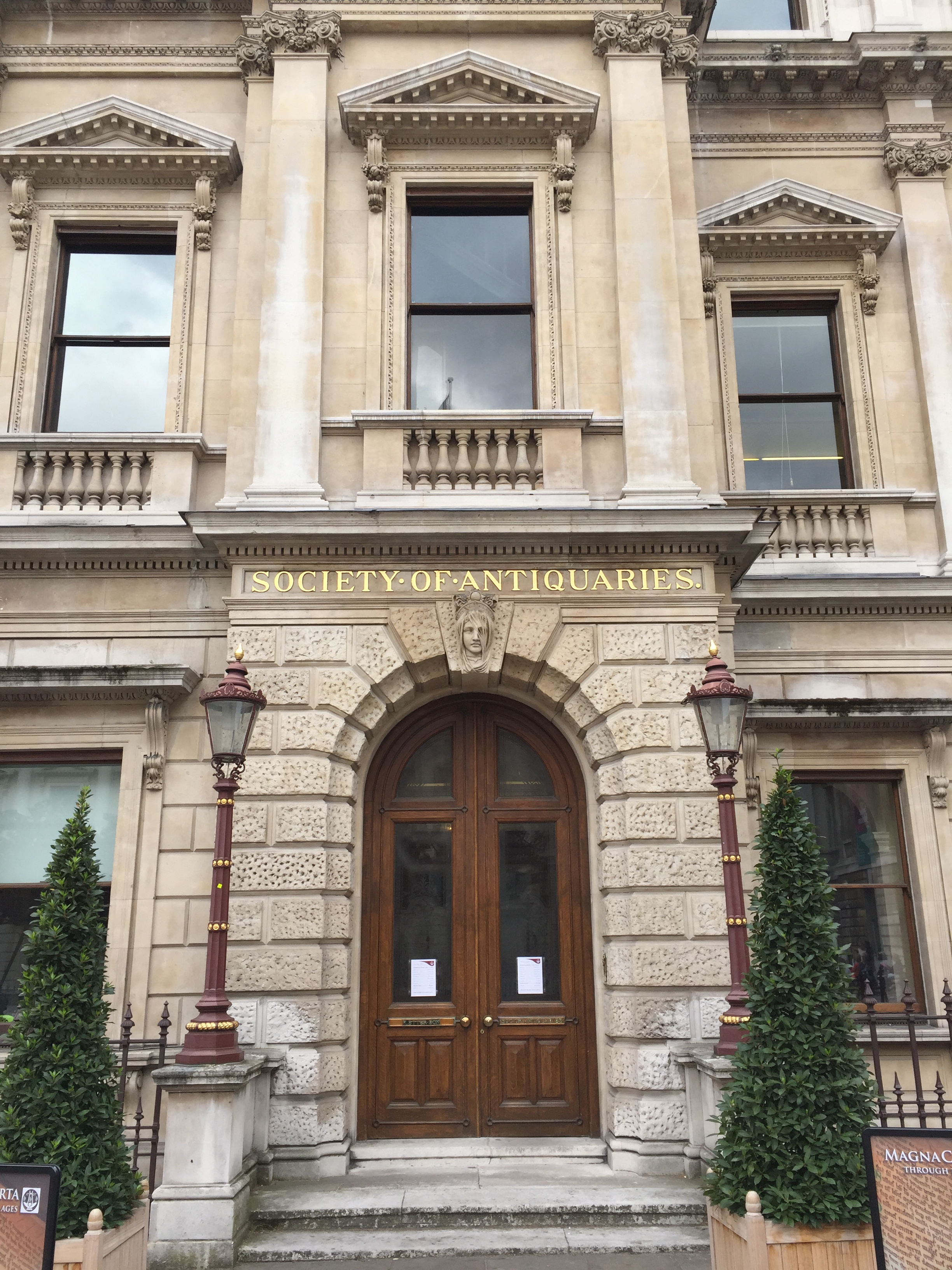
Eingang zur Society of Antiquaries im Burlington House

Die Society of Antiquaries of London (SAL) (Londoner Gesellschaft für Altertumsforscher) ist die führende britische Gelehrtengesellschaft für Denkmalpflege und hat ihren Sitz im Burlington House am Piccadilly in London. Die Mitglieder der Gesellschaft werden als Fellows of the Society of Antiquaries (FSA) bezeichnet.
Die Gesellschaft wurde 1707 gegründet und besitzt heute 2300 Mitglieder. Darunter befinden sich zahlreiche Archäologen, Kunsthistoriker und Architekturwissenschaftler, die häufig auch wichtige Ämter in der Kultur- und Denkmalpflege einnehmen. Die wichtigsten Ziele der Gesellschaft sind die Förderung der Forschung, die Publikation der Forschungsergebnisse und die Förderung des öffentlichen Interesses für das kulturelle Erbe. Die Gesellschaft erhält keine direkte Unterstützung aus öffentlichen Mitteln.

## Geschichte
Die Ursprünge der Gesellschaft gehen zurück auf 1586, als das College of Antiquaries gegründet wurde, das sich zwar mit der Antike beschäftigte, aber eher den Charakter eines Debattierclubs besaß. Bei König Jakob I. jedoch erregte die Gesellschaft Missfallen, so dass er 1614 weitere Treffen untersagte. Es gibt einige Indizien für das Weiterbestehen einer informellen Gesellschaft im siebzehnten Jahrhundert. Durch die Gründung der Royal Society 1660 wuchs zudem das gesellschaftliche Interesse an der Archäologie deutlich an. Es dauerte aber noch bis zum achtzehnten Jahrhundert, bis die Gesellschaft wieder gegründet wurde.
Die erste offizielle Sitzung der Gesellschaft fand am Freitag, den 5. Dezemberjul. / 16. Dezember 1707greg. in der Bear Tavern am Strand in London statt. Im Januar des darauf folgenden Jahres traf man sich in der Young Devil Tavern. Zum ersten Präsident wurde Peter Le Neve gewählt. Die Mitglieder beschlossen, dass Gegenstand der Gesellschaft Altertümer und Kulturgüter vor allem der Geschichte Großbritanniens sein sollten. Ab 1717 tagte die Gesellschaft in der Mitre Tavern in der Fleet Street. Seit dieser Zeit sind die Protokollbücher der ordentlichen Sitzungen erhalten.
1725 traf sich die Gesellschaft im Gray's Inn, dann im King's Bench Walk und 1729 schließlich wieder in der Mitre Tavern. 1751 erhielt die Gesellschaft von König Georg II. eine königliche Satzung (Royal Charter). Aufgabe ist demgemäß die Ermutigung, Weiterentwicklung und Förderung von Studien und Kenntnissen über Kulturgüter und Geschichte in diesem und anderen Ländern. Die grundlegende Struktur der Verwaltung der Gesellschaft mit der jährlichen Wahl des Vorstands am St George's Day (Georgstag) stammt auch aus dieser Zeit.
1753 verließ die Gesellschaft die Mitre Tavern und zog in das ehemalige Robin's Coffee House in der Chancery Lane. 1780 zog die Gesellschaft erneut um und residierte von nun an im Somerset House, das 1776 von William Chambers errichtet worden war. Diese Räume, die jetzt Bestandteil der Courtauld Institute Art Galleries sind, besitzen heute noch das SA-Monogramm der Gesellschaft als Deckendekoration. Mitte der zweiten Hälfte des neunzehnten Jahrhunderts wurde allerdings aufgrund der umfangreichen Verwaltung ein erneuter Umzug in einen größeren Gebäudekomplex unvermeidlich. Im Dezember 1874 schließlich bezog die Gesellschaft speziell umgebaute Räumlichkeiten im Burlington House am Piccadilly, die von den Architekten Banks and Barry zu diesem Zweck entworfen worden waren.
Ebenfalls im Burlington House untergebracht sind:
- Royal Academy of Arts
- Linnean Society
- Royal Society of Chemistry
- Geological Society of London
- Royal Astronomical Society

## Mitgliedschaft
Die Mitglieder der Gesellschaft nennen sich Fellows und besitzen herausragende Kenntnisse über Altertümer und Geschichte der britischen Nation und anderer Länder. Vorschläge für die Mitgliedschaft können nur von Mitgliedern eingebracht werden. Der Generalsekretär und das Personal im Burlington House sind nicht befugt, Personen in dieser Angelegenheit zu unterstützen. Die anschließende Abstimmung, an der alle Mitglieder teilnehmen können, ist geheim und es ist durchaus möglich, dass Bewerber abgelehnt werden. Anfang des 21. Jahrhunderts bemühte sich die Society, in den darauffolgenden Jahren die Mitgliederzahl von 2300 Mitgliedern deutlich zu erhöhen. Heute beträgt die Anzahl der Mitglieder etwa 3300.

## Publikationen
Zwischen 1770 und 1991 publizierte die Gesellschaft die wissenschaftliche Fachzeitschrift Archaeologia. Seit 1921 ist The Antiquaries Journal die wichtigste periodisch erscheinende Publikation.

## Bekannte Mitglieder
siehe Kategorie:Mitglied der Society of Antiquaries of London
- Donald Adamson
- Dietwulf Baatz
- Anthony R. Birley
- John Thomas Blight
- John Boardman
- William Copeland Borlase
- David Breeze
- Martin Burgess
- Averil Cameron
- John Nicolas Coldstream
- Peter Connolly
- Peter Collinson
- John Julius Cooper
- Patrick Cormack
- Barry Cunliffe
- Charles Dawson
- John Evans
- Johann Reinhold Forster
- Augustus Wollaston Franks
- William Gell
- Albert Genrich
- Peter Gwynn-Jones
- Ruurd B. Halbertsma
- Robert Hardy
- Simon Jenkins
- Margaret Jope
- Martyn Jope
- Raimund Karl
- Werner Krämer
- Jürgen Kunow
- Aylmer Bourke Lambert
- Neil MacGregor
- Franz Georg Maier
- Oswyn Murray
- Ewart Oakeshott
- Walter Oakeshott
- Giovanni Battista Piranesi
- Augustus Pitt Rivers
- Nicholas Reeves
- Colin Renfrew
- John Howland Rowe
- Gisela Hellenkemper Salies
- Henry William Frederick Saggs
- Leo Schmidt
- Siegmar von Schnurbein
- Hans Schönberger
- George John Spencer
- James Leslie Starkey
- William Stukeley
- John Walsh
- Mortimer Wheeler
- Thomas Woodcock

Der deutsche Archäologiepionier Heinrich Schliemann wurde 1876 zum Ehrenmitglied ernannt.